# Konrad Zindler
Konrad Zindler (Liubliana, 26 de novembro de 1866 — Innsbruck, 18 de junho de 1934) foi um matemático austríaco.

## Vida
Zindler obteve o doutorado 1890 sob orientação de Johannes von Frischauf em Graz, com a tese Zur Theorie der Netze und Konfigurationen, e foi Privatdozent de geometria sintética na Universidade de Graz. Obteve a habilitação em 1893 em Graz, e em 1900 foi professor de matemática na Universidade de Innsbruck.
Foi palestrante convidado do Congresso Internacional de Matemáticos em Heidelberg (1904: Zur Differentialgeometrie der Linienkomplexe).
Escreveu o artigo Algebraische Liniengeometrie (1921) na Encyklopädie der mathematischen Wissenschaften.

## Obras
- Liniengeometrie mit Anwendungen. W. de Gruyter & Co., Berlin 1928
  - I. Band. G. J. Göschen, Leipzig 1902
  - II. Band. G. J. Göschen, Leipzig 1906
- Eine räumliche Geradführung. Hölder-Pichler-Tempsky, Wien, 1931
- Über parallele ebene Schnitte eines konvexen Körpers. Hölder-Pichler-Tempsky, Wien, 1929
- Studienführer für die philosophische Fakultät der Universität Innsbruck. F. Rauch, Innsbruck, 1928